# Gettin’ Smile
A Gettin’ Smile a Smile együttes 1982-ben megjelent albuma. Bár az együttes 1970-ben feloszlott, addigra több dalt is szalagra vett Tim Staffell énekes, Brian May gitáros és Roger Taylor dobos. Miután utóbbi kettő a Queen együttessel ért el sikereket, a rajongók körében érdeklődésre tett szert a Smile életmű is, ezért jelenhetett meg a lemez. Az Earth és a Step On Me dalok még 1969-ben kislemezen is megjelentek.

## Az album dalai
1. Doing All Right (May/Staffel) – 3:49
2. Blag (Taylor) – 3:13
3. April Lady (May) – 2:44
4. Polar Bear (May/Taylor) – 4:05
5. Earth (May/Staffel) – 4:02
6. Step On Me (May/Staffel) – 3:11

## Közreműködők
- Tim Staffell – ének, basszusgitár
- Brian May – elektromos gitár, háttérvokál
- Roger Taylor – dob, háttérvokál